# Özyurt, Kazımkarabekir
Özyurt là một xã thuộc huyện Kazımkarabekir, tỉnh Karaman, Thổ Nhĩ Kỳ. Dân số thời điểm năm 2011 là 296 người.